# Josep Lluís Abad i Bueno
Josep Lluís Abad i Bueno (La Vall d'Uixó, 30 de desembre de 1959) és un professor de filosofia d'educació secundària i poeta valencià. Llicenciat en filosofia i ciències de l'educació per la Universitat de València, ha col·laborat en la revista Lunas Rojas i ha conreat la poesia i la narrativa. Membre fundador d'El Pont Cooperativa de lletres, associació formada per escriptors de les comarques de Castelló.

## Poesia
A més de les següents obres publicades, ha fet diverses col·laboracions poètiques a les antologies bilingües Caminos de la palabra publicades els anys 1998, 2000 i 2002.
- Amor a contratiempo (1987).
- Núvols i draps (1992).
- Encenalls de la memòria (1993).
- Transparències (1994).
- Crisàlide d'esperança (1995).
- Passarel·la (1998).
- D'amors i d'altres constel·lacions (2002).
- L'amor, autoedició digital, (2010).
- Llibre d'Aín (2011).
- Petites postals per a Grupeco, autoedició digital (2017).
- Les meues dones, autoedició digital i impresa, (2018).
- Cartes a Irina, autoedició digital, (2020).
- Petites necessitats, autoedició digital, (2020).
- Flors d'aniversari, autoedició digital, (2021).
- Lat: 39°54' 01:98'' N,  Long: 0° 20' 32,86" W, autoedició digital, (2023).
- 99 haikus i 1 tanka, autoedició digital, (2023).

## Poemes musicats i discos
- Transparències, autor música Artur Álvarez, lletra, Josep Lluís Abad, Col·lecció El Núvol Poètic.
- Fulles. Autor música Artur Álvarez, lletra, Josep Lluís Abad.
- És femenina la mar, disc La Mar, Artur Álvarez, Lletra Josep Lluís Abad.
- Lacònic, Autor música Artur Álvarez, lletra, Josep Lluís Abad.
- L'Alcalatén, Disc Arrels, Intèrprets - Noèlia Llorens, música tradicional, Lletra, Josep Lluís Abad.

## Antologies
- «Honori García: el personatge, l'època i el centre: Tessel·les d'aniversari», Diversos autors. Serveis de Publicacions Diputació de Castelló, (1997).
- «Versos per a Marc», [Llibre col·lectiu]. València: Tàndem Edicions, (1999).
- «Poetas de la Plana», Biblioteca Ciudad de Castellón, (2000).
- «Racó de poesia», [Llibre col·lectiu]. València: Brosquil edicions, (2003).
- «67 poemes per l'Ovidi», [Llibre col·lectiu]. València: Brosquil edicions,(2008).
- «Caminos de la Palabra II – Max Aub y las vanguardias-», Pretextos (1999).
- «Caminos de la Palabra III -Max Aub y Luis Buñuel-», Pretextos (2000).
- «Caminos de la Palabra V -Canto gnóstico de Cristo-», Pretextos (2002).
- «Caminos de la Palabra VIII -De Max Aub al Quijote-», Pretextos (2005).
- «Caminos de la Palabra X -Max Aub y el amor-», Pretextos (2007).
- «For sale 0 50 veus de la terra», Edicions 96 (2010).
- Degoteig, (DD.AA) Poesia i imatge, 2018, Ajuntament de la Vall d'Uixó.
- El vers als llavis: Homenatge a Carles Salvador (DD.AA) EnKuadres editorial 2019.
- Uskut (Silenci), Edicions Trencatimons, Poetes &Cia, 2019, Ajuntament de la Vall d'Uixó, ISBN 978-84-89383-35-7.
- Estats d'excepció (DD. AA.) Edicions El Pont, 2020.
- Plogging, (DD.AA.) Poetes &Cia, Trencatimons editors, 2020.
- Fusteries del Pont, (DD.AA.), Edicions d'EL Pont de les lletres, 2022.
- El silenci, (DD.AA). Poetes &Cia, Trencatimons editors, 2022
- La Tempesta contra les roques, Homenatge d'El Pont Cooperativa de Lletres a Albert García Pasqual, Edicions El Pont 2023.
- Si fora una casa (DD.AA), 2ºnProjecte poètic 22/23 -- II època Selecció i edició Alfons Navarret.

## Narrativa
- Cartes a la dona de la lluna nova (1987)
- La fàbrica (1989)

## Premis[calcitació]
- 1993: Premi Ciutat de Vila-real de poesia per Transparències
- 1993: Premi Les Nits Màgiques del Django's de poesia per Encenalls de la memòria
- 1998: Premi Ciutat de Vila-real de poesia per Passarel·la
- 2000 Premi Ciutat de Vila-real de poesia per D'amors i d'altres constel·lacions
- 2010 Premi Premi Poesia Flor Natural, Jocs Florals de Nules 2010 per Llibre d'Aín